# Cyrtorhina
Cyrtorhina is een geslacht van kreeftachtigen uit de klasse van de Malacostraca (hogere kreeftachtigen).

## Soorten
- Cyrtorhina balabacensis Serène, 1971
- Cyrtorhina granulosa Monod, 1956